# Municipio de Porter (condado de Pike)
El municipio de Porter (en inglés: Porter Township) es un municipio ubicado en el condado de Pike en el estado estadounidense de Pensilvania. En el año 2000 tenía una población de 385 habitantes y una densidad poblacional de 2 personas por km².

## Geografía
El municipio de Porter se encuentra ubicado en las coordenadas 41°10′00″N 75°07′35″O / 41.16667, -75.12639.

## Demografía
Según la Oficina del Censo en 2000 los ingresos medios por hogar en la localidad eran de $38,125 y los ingresos medios por familia eran $42,188. Los hombres tenían unos ingresos medios de $35,667 frente a los $27,143 para las mujeres. La renta per cápita para la localidad era de $22,139. Alrededor del 3,2% de la población estaban por debajo del umbral de pobreza.